# Pepe-Hillo
José Delgado Guerra, detto Pepe-Hillo (Siviglia, 14 marzo 1754 – Madrid, 11 maggio 1801), è stato un torero spagnolo.

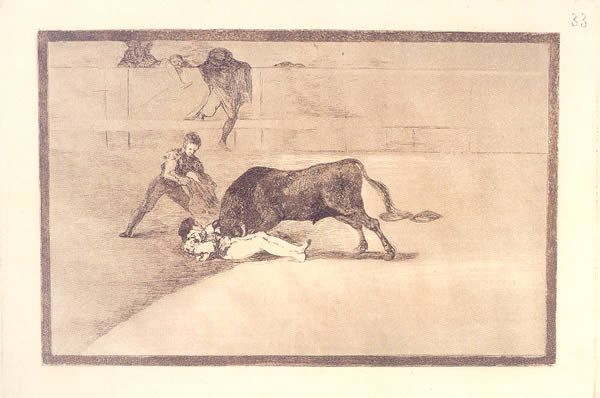
La desgraciada muerte de Pepe Illo en la plaza de Madrid, Francisco Goya

È considerato, insieme a Costillares e Pedro Romero, uno dei toreri che hanno fissato i principi e lo stile della corrida, riassunti nel trattato La Tauromaquia pubblicato nel 1796 e scritto probabilmente insieme all'amico José de la Tixera.
Morì il 11 maggio del 1801 durante una corrida a Madrid ad opera del toro Barbudo e la sua morte, alla quale assistette anche la regine Maria Luisa, venne raffigurata da Goya in un'acquaforte e inserita nella serie La Tauromaquia.